# Білий Володимир Васильович (етнограф)
Білий Володимир Васильович (*27 жовтня 1894, Костянтинівка (Берестинський район) — †22 листопада 1937, Київ) — український радянський педагог, етнограф, один із організаторів краєзнавчого руху в Україні, репресований.

## Життєпис
Володимир Білий народився 27 жовтня 1894 року в селі Костянтинівка (наразі Берестинський район, Харківська область) на Полтавщині в селянській родині.
Дитинство пройшло в селі Діївка, куди переїхали його батьки. Закінчив церковно-парафіяльну школу і Катеринославське реальне училище.
В 1920 р. закінчив Київський університет, історико-філологічний факультет (дипломна робота – «Григорій Савович Сковорода. Життя і наука»). 1920 — 1922 рр. – працював викладачем народознавства, української мови та літератури в Переяславському педтехнікумі та школах Києва.
З 1924 р. затверджений членом Етнографічної комісії при ВУАН. З кінця 1924 р. – завідувач етнографічним відділом Катеринославського кураєвого музею (працював до 1925 р.). Дмитро Яворницький настояв на тому, щоб Володимир Білий вступив до аспірантури кафедри українознавства Катеринославського ІНО (1 жовтня 1925 р.), а з 1 січня 1925 р. продовжив навчання в Київському ІНО (кафедра мовознавства і літератури).

## Наукова діяльність
При історико-філологічному відділі ВУАН пропагував краєзнавство серед широких селянських мас. Часто здійснював відрядження в етнографічні експедиції, вивчаючи український фольклор.
Був одним з редакторів «Етнографічного вісника» ВУАН. Його заслуга в тому, що запропонував Я. О. Риженку продовжити працю над монографію розвитку чумацтва на Полтавщині в XVII – XVIII ст. (у 2024 р. НДІ українознавства Києва видало колективну монографію, складену ще у 1930-ті роки «Чумаки. Студії з історії та історіографії», де містяться статті Білого та Риженка).
На початку 1930-х років обирається керівником Етнографічної комісії, членом бюро історичного циклу ВУАН.
В 1934 р. звільнений з посади та обвинувачений у порушені норм кадрової політики.
20 червня 1937 р. його заарештували на власній квартирі у Києві по вулиці Стрілецькій.
У звинувачені було сказано, що Білий є «активним учасником української націоналістичної організації серед наукових працівників Академії наук України, яка готувала повалення Радянської влади і встановлення фашистської диктатури».
В період з 1925 по 1930 рр., працюючи в галузі етнографії, використовував друк для проведення антирадянської націоналістичної пропаганди, публікуючи буржуазні наукові роботи. Саме так записано в звинувачувальному висновку.
Постановою трійки при Київському обласному управлінні НКВС від 14 листопада 1937 р. Білий був засуджений до вищої міри покарання, а 22 листопада о 24 годині – розстріляний.
Був одружений: дружина – К. В. Гордон, син – Я. В. Білий.

## Праці
- Автобіографія чи Спомини революції / В. В. Білий // Етнографічний вісник ВУАН. - 1926. - Кн. ІІ. - С. 63-67.
- Оповідання селянина про те, як він права добивався у денікінців / В. В. Білий // Етнографічний вісник ВУАН. - 1925. - Кн. І. - С. 37-40. 654.
- Типи сучасного села : з етнографічного блокноту / В. В. Білий // Життя й революція. - 1925. - № 6-7; № 9.
- До звичаю кидати гілки на могили «Заложних мерців» / В. В. Білий // Етнографічний вісник ВУАН. - 1926. - Кн. ІІІ. - С. 82-94.
- До історії збірки А. Л. Метлинського / В. В. Білий // Етнографічний вісник ВУАН. - 1926. - Кн. ІІ. - С. 124-130.
- До характеристики академіка Володимира Гнатюка як збирача і записувача /  В. В. Білий // Записки Історично-філологічного відділу ВУАН. - 1927. - Кн. Х. - С. 232-240.
- З матеріалів до історії етнографії (Листування Я. П. Новицького) / В. В. Білий // Записки Історично-філологічного відділу ВУАН. - 1927. - Кн. Х. - С. 288-293.
- Судова справа С. Д. Носа за матеріалами «IV Отделенія» / В. В. Білий // Записки Історично-філологічного відділу ВУАН. - 1927. - Кн. Х. - С. 1-47.
- Посвято (попразднство) в народній практиці / В. В. Білий // Етнографічний вісник ВУАН. - 1928. - Кн. VII. - С. 138-141.
- Лоцманські пісні / В. В. Білий // Дніпровські лоцмани: матеріали до вивчення виробничих об'єднань. - Київ, 1929. - Вип. 1. - С. 125-129. Також: Дніпровські лоцмани: нариси з історії та історіографії. - Херсон, 2012. - С. 337-343.
- Минуле етнографії на колишній Катеринославщині та її сучасні завдання / В. В. Білий // Збірник Дніпропетр. іст.-археолог. музею. - 1929. - Т. І. - С. 235-260.
- Стислий огляд головнішої літератури про Дніпровських лоцманів / В. В. Білий // Дніпровські лоцмани: матеріали до вивчення виробничих об’єднань. - Київ,  1929. - Вип. 1. - С. 1-18. Також: Дніпровські лоцмани: нариси з історії та історіографії. - Херсон, 2012. - С. 211-230.
- Оповідання українських завмиральників  / В. В. Білий // Етнографічний вісник ВУАН. 1930. - Кн. ІХ. - С. 53-95.
- Радянська етнографія в інтерпретації католицької школи / В. В. Білий // Україна : наук. журн. українознавства. - 1932. - Кн. З. - С. 145-152.
- Коротенькі пісні («частушки») років 1917–1925 / авт. передм.: В. В. Білий, О. Олексієва // Етнографічний вісник ВУАН. - 1925. - Кн. І. - С. 22-36.